# Fire and Ice (jeu vidéo)
Fire and Ice: The Daring Adventures of Cool Coyote est un jeu vidéo de plates-formes en 2D développé par Graftgold et édité par Renegade, sorti en 1992 sur les ordinateurs personnels 16 bits Amiga et Atari ST. Conçu et réalisé par Andrew Braybrook et Phillip Williams, le jeu est un succès critique, apprécié pour sa jouabilité et sa réalisation colorée. Il met en scène Cool Coyote, un coyote toon, spécialiste du lancer de boulettes de glace, dans une aventure qui le mène de la banquise en Arctique à un désert de l'Égypte antique. Le jeu a été adapté sur compatibles PC et Archimedes ainsi que sur les consoles Amiga CD32 et Master System.

## Synopsis
L'histoire est esquissée dans le manuel de jeu. Suten, une force maléfique extraterrestre, s'est libéré de sa prison ancestrale et, après un voyage de douze années-lumière, est venu se réfugier sur la Terre. Glemm, son vieil ennemi, l'a localisé depuis les profondeurs du cosmos. Il recherche un héros intelligent, rapide, rusé et prêt à voyager pour défaire Suten sans éveiller sa méfiance. Cool Coyote, qui coule des jours heureux devant son piano dans son igloo au pôle Nord, fait un parfait candidat. Paré de pouvoirs élémentaires de glace, le canidé prend la route du sud pour mener sa quête. Mais la magie noire de Suten a déjà commencé à altérer les créatures terrestres...

## Système de jeu
Fire and Ice est un jeu de plates-formes en 2D à défilement multidirectionnel. Le joueur dirige Cool Coyote à travers 27 niveaux répartis sur huit environnements. Le personnage peut courir, s'accroupir, faire des sauts amples et précis, et déclencher différentes attaques pour éliminer les ennemis. À chaque niveau, le joueur doit retrouver les six morceaux d'une clé, détenus par certains ennemis, puis s'échapper par la porte de sortie. Le personnage perd une vie au moindre contact avec un ennemi, un projectile ou un piège.
L'attaque primaire de Cool Coyote est le lancer de boulettes de glace, qui « gèlent » les ennemis pendant quelques secondes, et offrent l'opportunité de les détruire en les touchant. Le héros dispose de différentes attaques secondaires, comme le tir multiple, la bombe aérienne, la mine, le bouclier glaçant, le nuage de pluie glaçant ou l'aboiement sonique. Ces armes peuvent être récupérer dans le décor en tirant sur des blocs de glace invisibles et des boules de cristal. Le personnage dispose aussi d'une attaque spéciale, la bombe de neige, une smart bomb qui immobilise tous les ennemis à l'écran. Les bombes de neige sont produites par de petits nuages interactifs, qui menacent d'émettre des éclairs mortels. Cool Coyote peut retrouver un ou deux bébés coyotes par niveau, petites créatures qui le suivent et le supportent en agissant comme des modules de tirs secondaires et en détruisant les ennemis gelés.
Les niveaux s'étendent sur une vingtaine d'écrans en moyenne, en quatre par cinq, avec une progression non-linéaire. Le joueur peut interagir avec certains éléments du décor comme des interrupteurs qui font apparaître des plates-formes de glace temporaires. Il existe un temps limite pour atteindre la sortie des niveaux : une fois dépassée, des sorts de feu sont jetés à intervalle décroissant sur le personnage, ce qui complique la progression. Le temps imparti correspond à sept cycles jour/nuit, mis en scène par les variations de couleurs du paysage. Le joueur peut glaner des vies supplémentaires en retrouvant les os glacés dans le décor, en atteignant des scores planchers et parvenant à guider les bébés coyotes jusqu'à la porte de sortie. Il engrange des points en ramassant les objets bonus et en éliminant les créatures. Les niveaux dissimulent des warp zone, des portails alternatifs qui mènent vers un niveau caché et le suivant, tant est qu'il est possible de terminer le jeu en éludant cinq niveaux.
Les environnements traversés s'inspirent de la réalité et le voyage vers le sud vaut aussi de remontée dans le temps : la région Arctique, les Highlands et le château MacLean en Écosse, les fonds marins, la foret tropicale et un temple de l'Amérique précolombienne, les îles flottantes, et un temple de l'Égypte antique. Chaque localité présente son propre style visuel et des spécificités de level design avec des ennemis, des pièges et des difficultés différents. Le jeu comprend plus d'une cinquantaine d'ennemis, dont des boss, des créatures réelles (eskimo, morse, archer, aigle, calmar, pharaon, momie), ou qui évoquent des mythes (le yéti, Nessie, la machine volante inca). Certains se contentent de courir, ramper, bondir ou voler, d'autres sont capables de jeter des projectiles, de parer les boulettes, de surgir de l'arrière-plan ou encore d'invoquer des renforts. L'environnement comprend des pièges mortels (avalanches, bassins, projections de flammes, plantes carnivores ou retombées d'éjectas) et peut influer sur la maniabilité du personnage (risque de glissade au pôle nord, mobilité réduite dans les fonds marins).
Au fil des mondes, le joueur est amené à élaborer de nouvelles tactiques, notamment en tirant parti de la physique des boulettes de glaces, qui interagissent de manière réaliste avec le décor, et des caractéristiques des armes secondaires. Le système d'élimination en deux temps implique un effort de synchronisation supplémentaire en présence de plusieurs ennemis. Au fur et à mesure que le héros prend la route du sud, le temps d'immobilisation des ennemis gelés diminue tandis que les créatures tendent à être plus résistantes aux boulettes de glace, plus mobiles et plus nombreuses, et leur comportement plus complexes. La difficulté du jeu est abordable, même si le challenge se corse sensiblement à partir du quatrième monde et que la progression ne peut pas être sauvegardée (restriction désormais caduc avec l'émulation). Un mode Entraînement permet de se familiariser avec les quatre premiers mondes. Le challenge ultime est de terminer le jeu à 100 %, en traversant tous les niveaux et en sauvant tous les bébés coyotes. Certains paramètres de l'aventure varient d'une partie à l'autre comme la localisation des clés, la position des ennemis et la fréquence des plates-formes mobiles.

## Développement
Fire and Ice est conçu par Andrew Braybrook et Phillip Williams du petit studio britannique Graftgold. Le projet est mené par Andrew Braybrook, programmeur vétéran, réputé pour ses classiques sur Commodore 64 comme Paradroid (1985) et Uridium (1986). Le développement débute vers septembre 1990 et s'étend sur presque 18 mois. Le jeu de plates-formes est un genre très populaire à l'époque, et le créateur ne l'a plus visité depuis Gribbly's Day Out (1984). Il a cependant réalisé l'adaptation de Rainbow Islands (1989), grand classique de Taito, sur Amiga et ST, et cette expérience va lui servir pour la programmation et le game design.
Braybrook travaille sans une seule feuille de papier. Il n'a pas d'inspiration particulière pour le game design. À l'origine, il a dans l'idée de réaliser un titre dans la veine de Turrican (1990), avec beaucoup d'action, de blast. Le projet est recentré sur de la plates-formes, et évolue beaucoup au fil des expérimentations. Le temps de développement est relativement long. La complexité des paysages, qui sont constitués de blocs non solides et présentent des dénivelés, et la gestion de la physique des boules de glace font partie des éléments récalcitrants du projet. Braybrook est contraint d'abandonner certaines idées, comme le fait de situer essentiellement l'action dans des décors champêtres, avec peu de bâtiments et des angles de dénivelés variés. De son expérience sur Rainbow Islands, le créateur tire des ingrédients tels que les éléments cachés facultatifs, le système d'accumulation des power-ups, l'utilisation de la physique contre les ennemis et l'ajustement de la difficulté.
Le jeu est développé sur Amiga et Atari ST, ordinateurs 16 bits à architecture fixe basée sur le microprocesseur Motorola 68000, très répandus en Europe. Braybrook fonde le développement sur la version Amiga dont il s'est familiarisé des spécificités (cf. chipset OCS) et qu'il veut exploiter sans réserve. Le programmeur utilise l'outil de développement SNASM de Cross Products, un cross-assembleur tournant sur PC. Au début de l'année 1991, le système de scrolling est opérationnel. Il permet des défilements fluides tout en supportant des animations d'arrière-plan en 16 pixels par 16. Durant le développement, Braybrook partage des astuces de programmation avec l'équipe de Factor 5, qui tente de faire tourner le jeu à 50 images par seconde. Le système de détection des contours du décor empêche toutefois d'atteindre ce standard. Sur ST, la fluidité de l'animation passe par une réduction de la taille de la fenêtre de jeu. Au fil du développement, Braybrook commence à cogiter sur son prochain projet, Uridium 2 (1993), et met de côté des routines qui pourraient lui resservir.
Phillip Williams conçoit les graphismes, épaulé par John W. Lilley. Sur 8 bits, Braybrook réalisait lui-même les visuels mais il ne s'estime désormais plus à niveau. L'équipe utilise essentiellement le logiciel de dessin et d'animation Cyber Paint sur ST et un mapper maison tournant également sous TOS. Le mode d'affichage utilisé permet de créer des décors et des sprites en 16 couleurs, mais empêche d'avoir un second plan de décors bitmap. L'identité visuelle est renforcée par un dégradé de couleur dynamique dans l'arrière-plan sur Amiga, et l'écran affiche jusqu'à 128 couleurs simultanément. Les premières images sont dévoilées à la presse au milieu de l'année 1991. Le style mignon et coloré transparaît déjà mais le personnage principal n'est pas encore celui qu'on connait, mais un chien bedonnant aux oreilles tombantes. Celui-ci n'est pas du goût de l'éditeur du jeu, Mirrorsoft. Après quelques sessions de recherche à la bibliothèque local, Cool Coyote prend véritablement naissance, avec sa fourrure bleue glacée et son air empreint de malice et de férocité. Andrew Braybrook est satisfait de la transformation même s'il pense qu'il est un peu risqué de mettre une « sale créature » dans un jeu mignon.
Jason Page est responsable de la bande son. Il compose la musique sur le tracker NoiseTracker, puis la réécrit sur son propre éditeur. À l'âge du support disquette (quelque 800 kilooctets d'espace), la quantité de mémoire alloué aux différents éléments du programme est source de compromis. Braybrook veut limiter le nombre d'effets sonores, qui doivent se contenter de souligner les évènements importants (aucun bruit de pas par exemple). Il opte pour une musique par monde après avoir envisagé de n'en mettre aucune, encore irrité par la musique principale redondante de Rainbow Islands. La version originale contient 88 sons digitalisés et 18 thèmes musicales, qui mélangent des sons générés et des échantillons. L'atmosphère sonore reflète les lieux traversés : gigue dans les Highlands, style contemplatif dans les fonds marins, rythme de percussions dans la forêt tropicale, sonorités orientales au pied des pyramides. Le thème principal est joué au piano par Cool Coyote dans l'écran-titre.
Les adaptations sur PC (DOS) et sur l'ordinateur 32 bits Archimedes sont réalisés en externe, respectivement par Chris Wood et Paul Chapman. L'adaptation Master System est réalisé par Darran Eteo et Steve Turner pour le code, et John W. Lilley pour les graphismes. L'adaptation AGA, sortie sur la console 32 bits Amiga CD32, est réalisé par Andrew Braybrook avec des graphismes additionnelles de John Kershaw, Colin Seaman et Emma Cubberley. Cette version présente de nouveaux dessins d'arrière-plans et effets visuels, un nouvel environnement pour le niveau de pré-générique ainsi que quelques modifications mineures de sprites. Le jeu passe en 256 couleurs. Jason Page réécrit la bande son pour le support CD-ROM : à l'exception de la musique titre, tous les thèmes sont nouveaux (la musique originale est proposée en option). Cette version s'est vue transposée sur Amiga 1200.

## Commercialisation
Fire and Ice est édité par Renegade Software, qui a récupéré le projet après la disparition de Mirrorsoft (Image Works) en 1992. C'est le premier jeu de l'éditeur à ne pas avoir été développé par les Bitmap Brothers. Pour la promotion, une publicité d'une page est diffusée dans les principaux magazines spécialisés de l'époque. Une démo jouable du premier niveau est également publiée à travers les disquettes de couverture de certains magazines, comme Génération 4 et ST Format.
| Média         | Note                     |
| ------------- | ------------------------ |
| Amiga Format  | 89 % (AM) — 85 % (CD32), |
| Atari ST User | 78 % (ST)                |
| C+VG          | 90 % (CD32)              |
| CU Amiga      | 90 % (AM)                |
| Datormagazin  | 91 % (AM) — 3/5 (PC)     |
| Génération 4  | 95 % (AM) — 85 % (ST),   |
| Joystick      | 95 % (AM, ST),           |
| ST Format     | 94 % (ST)                |
| The One       | 92 % (AM)                |
| Tilt          | 15/20 (AM) — 14/20 (ST), |

Le jeu est commercialisé sur les principaux marchés européens à partir de mai 1992 sur Amiga et quelques semaines plus tard sur Atari ST, au prix conseillé de 25,95 £ (env. 40 €). Le jeu connaît de bonnes ventes sur Amiga et des portages sont planifiées sur PC, Mega Drive, Master System et Game Gear. Une extension comportant des niveaux supplémentaires est également présagée mais seul un niveau spécial sur le thème de Noël est diffusé gratuitement à la fin de l'année 1992,. Selon Steve Turner, fondateur de Graftgold, Renegade et Virgin Games — l'éditeur qui a parrainé l'entrée de Graftgold sur le marché des consoles Sega — se sont disputé le rapprochement avec Sega. Les trois partis ne sont pas parvenus à convenir de la publication de la version Mega Drive, pourtant en cours d'achèvement (la version Game Gear, bien que testée, semble avoir subi le même sort). La version PC est éditée en 1993, la version Amiga CD32 en 1994 et les versions Archimedes et Master System en 1995, uniquement au Brésil par Tec Toy pour cette dernière.
Fire and Ice reçoit un accueil largement positif dans la presse spécialisée. Les magazines le situent au niveau des références du jeu de plates-formes sur Amiga et ST,. David Upchurch de The One considère qu'il est le meilleur jeu du genre à voir le jour depuis Rainbow Islands. Si elle ne lui reconnaît rien de foncièrement novateur, la critique lui fait généralement crédit de posséder une identité propre et de se démarquer des autres jeux de plates-formes au « style console »,, florissants sur micro à cette époque, au moment du succès de Sonic the Hedgehog (1991) en Europe.
La critique salue la jouabilité et l'ajustement de la difficulté, adaptée aux joueurs débutants comme confirmés : la prise en main est aisée et les niveaux d'objectifs sont variés,,. Le level design est apprécié, même s'il n'échappe pas à certains clichés : il porte attention aux détails et chaque monde présente un « tempérament » différent,,. La réalisation, au graphisme coloré et détaillé, à l'animation fluide et à l'esthétique « cartoon », est considérée comme une réussite,,. Mark Ramshaw de Amiga Power qualifie le jeu de « beau et évocateur ». Cool Coyote est décrit comme un personnage mignon et attachant,. La version CD32, simple amélioration visuelle et sonore, est accueillie favorablement deux années après la sortie initiale,.
Les lecteurs du magazine Génération 4 classent Fire and Ice dans le Top 10 des meilleurs jeux Amiga de juillet 1992 à janvier 1993, où il côtoie d'autres références du genre comme Robocod (1991) et Zool (1992). Il fait une apparition dans le « Amiga All-Time Top 100 Games » du magazine Amiga Power en 1993 mais n'apparaît plus dans les classements ultérieurs. La musique-titre est éditée en 2006 dans le troisième album CD Immortal, un projet qui revisite les classiques musicaux des jeux Amiga avec la participation des compositeurs originaux.
La société Graftgold a fermé ses portes en 1998 et Andrew Braybrook a mis un terme à sa carrière de concepteur de jeux vidéo. La licence du logiciel appartient désormais à la société Jester Interactive.